# Thanhoffer Lajos
Thanhoffer Lajos (Nyírbátor, 1843. november 23. – Budapest, 1909. március 22.) orvos, anatómus, hisztológus, egyetemi tanár, a Magyar Tudományos Akadémia tagja.

## Pályája
Nemesi szülőktől származott; a középiskolát Nagykárolyban és Pesten végezte. 1868-ban orvosdoktorrá avatták. Már medikus hallgatóként mikroszkópi és összehasonlító tanulmányokat folytatott, három pályadíjat is nyert. Ötödéves orvostanhallgató korában Balassa János tanár mellett fizetéses műtőnövendékként, majd tanára halála után Kovács József mellett még egy évig hasonló minőségben működött. 1868–1869-ben az élettani tanszéken tanársegéd lett, ugyanebben a tanévben az állatorvosi tanintézethez az életszövettan és természettan rendes tanárává nevezték ki. Közben 1872-ben az egyetemen szövettanból és vegytanból magántanárrá habilitált. Az MTA 1880. május 20-án levelező taggá választotta, 1891. május 8-án rendes tag lett. 1881-től a budapesti egyetemen a szövettan rendkívüli tanára; Lenhossék József halála után, 1890-től a bonctan rendes tanára volt. Kiváló érdemeket szerzett azáltal, hogy az állatorvosi akadémián elsőként tanított rendszeresen szövettant és bevezette a mikroszkopikus vizsgálatokat.
A Pallas nagy lexikonának is munkatársa volt.

## Munkái
- Adatok a zsírfelszívódáshoz. 5 táblával. Pest, 1872. (Ért. a term. tud. kör. III. 10.)
- A szív koszorús ütereinek megtelítéséről. 2 ábrával Budapest, 1874.
- Adatok a szem porchártyája szövet- és élettanához. 12 színny. táblával. Uo. 1878. (A m. tudom. akadémia Évkönyvei XIV. 5.)
- Négy közlemény a m. k. állatorvosi tanintézetből, bemutatja... 5 tábl. Uo. 1876. (Ért. a term. tud. kör. VII. 4.)
- A földm.-, ipar- és ker. miniszterhez jelentése külföldi utazása alatt tett tapasztalatairól. Uo. 1877.
- A táplálkozás. Három előadás. Uo. 1878, 1878. (Népszerű természettud. előadások 8.).
- A gyulladásról. Önálló kisérletek alapján, 3 tábla rajz- Uo. 1879. (Ért. a term. tud. kör. IX. 3.).
- Az érverésről. 64 fam. és 1 tábla. Uo. 1879. (Ért. a term. tud. kör. IX. 8.).
- A mikroskop és alkalmazása. Az általános szövettani technika vezérfonala. Orvosok és egyetemi hallgatók használatára. Uo. 1880. Szövegábrákkal.
- Adatok a harántcsikú izmok szerkezete- és idegvégződéséről. 1 tábla rajz. (Székfoglaló értekezés). Uo. 1881. (Ért. a term. tud. kör. XI. 13.).
- A tenyészbénaságról. Kórszövettani vizsgálatok alapján. 12 nagyrészt színes kőny. tábl. Uo. 1882. (Németül. Uo. 1882.).
- A nagyítókról és a mikroszkópokról. 18 ábrával Uo. 1882. (Népszerű term. tud. előadások 34).
- Helyreigazító észrevételek Jendrássik Jenő úr «Helyreigazító» c. észrevételeire. Uo. 1882. (Ért. a term. tud. kör. XII. 9.).
- Az összehasonlító élet- és szövettan alapvonalai. Uo. 1883. (Németül. Stuttgart, 1885. 195 fametszettel).
- Közlemények az állatorvosi élettani intézetből. II. Eszközök és vizsgálatok. 4 szövegrajz. Budapest, 1886. (Ért. a term. tud. kör XVI. 2.).
- Adatok a központi idegrendszer szerkezetéhez. 8 kőny. tábl. Uo. 1887.
- Az állatorvosi tudomány és állatorvosi tanintézetünk története. Az állatorvosi szakoktatás hazánkban való megkezdése százados emlékünnepére. 1887. febr. 6. Uo. 1888.
- Emlékbeszéd Du Bois-Reymond Emil külső tagról. Uo. 1890. (Emlékbeszédek IX. 8.).
- Ujabb vizsgálatok az izmok szerkesztéséről. Egy ábrával Uo. 1892. (Ért. a term. tud. kör. XXII. 1.)
- Ujabb adatok a harántcsikos izomrostok idegvégződéséhez. 9 ábrával Uo., 1892. (Ért. a term. tud. kör. XXII. 7.).
- A szövetek és szervek szerkezete és azok vizsgáló módszerei... 200, részben színes szövegábrával. Uo. 1893. (Új olcsó kiadás. Uo. 1900.).
- A mikroskop és alkalmazása. Az általános szövettani technika vezérfonala... 191 szövegábrával Uo. 1894.
- Szövettan és szövettani technika. Budapest, 1894. Két kötet. Szöveg közé nyomott 371 ábrával részben színezve. (Az előbbeni két munka külön címmel).
- Az állatok mechanikai műszerei. Irta Gruber Vitus, ford. Uo. 1895. (Természettud. Könyvkiadó-Vállalat LIV.).
- Előadások az anatomia köréből. 10 részben, színes tábl. és 330 rajzzal. Uo. 1896. (Természettudományi Könyvkiadó Vállalat LVIII.).
- [real-j.mtak.hu/641/1/EMLEKBESZ_010_1899_1901.pdf#page=207 Emlékbeszéd Mihalkovics Géza rendes tag fölött]. Uo. 1900. (Emlékbeszédek X. 7.).
- Anatómia és divat. Három népszerű előadás. 114 ábrával és 4 tábl. Uo. 1901. (Természettudományi Könyvkiadó Vállalat LXIX.).
- Hogyan észlelünk, érezünk és mozgunk. Uo. 1903. (Uránia Könyvtár III.).